# Boletus manicus
Boletus manicus es una especie de hongo de la familia Boletaceae. Se encuentra en Papúa Nueva Guinea, y fue descrita por primera vez por el francés Roger Heim en 1963.
Su consumo crudo produce alucinaciones. No se ha identificado la sustancia que las provoca. Se sospecha que son varios compuestos indólicos, pero un único estudio encontró su concentración demasiada baja como para permitir su análisis e identificación química, por lo que sólo se pudo concluir que si realmente son esas las sustancias activas, su potencia es similar o aún mayor que la del LSD.